# Thunder Force (jogo eletrônico)
Thunder Force (サンダーフォース, Sandā Fōsu) é um jogo de computador de jogabilidade não linear e scrolling shooter  lançado pela Technosoft em 1983. É o primeiro jogo da série Thunder Force. Foi lançado inicialmente para o computador Sharp X1, e mais tarde para o Sharp MZ-1500, NEC PC-6001 mkII e em 1985 no NEC PC-8801 mkII. Em 1984, foi lançado para os computadores FM-7 e NEC PC-9801 como Thunder Force Construction, com um add-on que permitia aos jogadores criar áreas personalizadas, como um editor de níveis ou sistema de criação de jogos.

## Jogabilidade
A estrutura do jogo consiste em áreas de rolagem direcional e a arma do jogador está armada com tiro principal para atirar em alvos aéreos e um tiro de bomba para atirar em inimigos terrestres. A jogabilidade consiste em voar no FIRE LEO sobre áreas ocupadas pelo Império ORN ao mesmo tempo em que destrói as instalações e torres da base inimiga. Cada área tem um certo número de geradores de escudos escondidos sob os alvos inimigos do solo; para que uma área seja concluída, os geradores de blindagem devem ser encontrados e destruídos. Depois disso, o Dyradeizer aparecerá temporariamente e o jogador deve destruir uma certa seção dele. Uma vez que esta seção é destruída, o Dyradeizer irá desaparecer e o jogador será levado para a próxima área para repetir o processo.

## Enredo
O Império ORN (antagonistas do jogo) construíram uma grande fortaleza de asteroides chamada Dyradeizer para se opor à Federação Galáctica. Além de sua alta capacidade de poder de fogo, a Dyradeizer é protegida por geradores de escudo escondidos em vários locais pelos ORN, que tornam a fortaleza invisível. Na tentativa de destruir Dyradeizer, a Federação Galáctica envia seu caça especialmente projetado, o FIRE LEO (controlado pelo jogador), para localizar e destruir os geradores de escudo e derrotar Dyradeizer.

## Desenvolvimento
O Thunder Force original foi criado por Kotori Yoshimura em 1983. Mais tarde, ela saiu da Technosoft e fundou a Arsys Software em 1985. Em 1984, a Technosoft lançou um editor de níveis, ou sistema de criação de jogos, intitulado Thunder Force Construction, criado por Yoshimura para o computador FM-7.

## Legado
O sucesso do jogo levou a uma série de sequências na série Thunder Force.